# 出現
| ウィキペディアには「出現」という見出しの百科事典記事はありません（タイトルに「出現」を含むページの一覧/「出現」で始まるページの一覧）。 代わりにウィクショナリーのページ「出現」が役に立つかもしれません。 |